# Рівняння Кортевега — де Фріза
Рівняння Кортевега-де Фріза (KdV,  КдФ або  КдВ для стислості) — нелінійне диференціальне рівняння з частинними похідними вигляду:
{\displaystyle u_{t}+\alpha \,uu_{x}+u_{xxx}=0,\,\,\alpha \not =0,}
яке являє собою універсальну модель для опису одномірних нелінійних хвиль у середовищах із дисперсією без дисипації, в яких закон дисперсії для лінійних хвиль описується двома членами розкладу по степенях хвильового числа {\displaystyle k:\,w=sk(1+\varepsilon k^{2})}. Запропоноване Кортевегом та Густавом де Фрізом в 1895 у зв'язку із задачею про хвилі на поверхні рідини.
Значення коефіцієнта {\displaystyle \alpha } можна покласти рівним будь-якому числу лінійним перетворенням змінних. Найчастіше в літературі трапляється {\displaystyle \alpha =6}, {\displaystyle \alpha =1}, {\displaystyle \alpha =-6}.

## Солітонні розв'язки
Нетривіальні частинні розв'язки рівняння КдФ можна шукати у вигляді {\displaystyle u(x,t)=s(x-ct)}. Підставляючи функцію {\displaystyle s(x-ct)} у рівняння КдФ отримаємо:
{\displaystyle s_{t}+\alpha ss_{x}+s_{xxx}=0\Leftrightarrow -cs_{x}+\alpha ss_{x}+s_{xxx}=0.}
Інтегруємо останню рівність по {\displaystyle x}. Враховуючи, що {\displaystyle \int ss_{x}\,dx=s^{2}-\int s_{x}s\,dx}, отримаємо:
{\displaystyle -cs+{\frac {\alpha }{2}}s^{2}+s_{xx}=0.}
Помножимо отримане рівняння на {\displaystyle 2s_{x}} і знову інтегруємо його. Враховуючи, що {\displaystyle \int s_{x}s^{2}\,dx=s^{3}-\int s\cdot 2ss_{x}\,dx},
{\displaystyle \int s_{x}s_{xx}\,dx=s_{x}^{2}-\int s_{xx}s_{x}\,dx} отримаємо:
{\displaystyle -cs^{2}+{\frac {\alpha }{3}}s^{3}+s_{x}^{2}=0.}
Нам потрібно розв'язати останнє рівняння. Для того, щоб позначення не перетинались, знайдемо значення функції {\displaystyle z(y)} яка задовольняє рівнянню
{\displaystyle -cz^{2}+{\frac {\alpha }{3}}z^{3}+z_{y}^{2}=0.}
Легко перевірити безпосередньою підстановкою, що розв'язок має вигляд {\displaystyle z(y)={\frac {3c}{\alpha ch^{2}({\frac {1}{2}}y{\sqrt {c}}+{\tilde {z_{0}}})}}}, де
{\displaystyle {\tilde {z_{0}}}} залежить від початкових даних. Отже, знайдене часткове рішення КдФ має вигляд:
{\displaystyle u(x,t)={\frac {3c}{\alpha ch^{2}({\frac {1}{2}}(x-ct){\sqrt {c}}+{\tilde {u_{0}}})}}},
де {\displaystyle c>0} — швидкість солітона, {\displaystyle {\tilde {u_{0}}}} — положення його центру, {\displaystyle \alpha } — довільна стала. У 1965 Забускі і Краскал виявили, що цей розв'язок являє собою усамітнену хвилю, яка має невідому раніше властивість, а саме: вона «пружно» взаємодіє з іншою такою ж хвилею. Такі хвилі назвали солітонами. Видно, що солітони з більшою амплітудою виявляються вужчими й рухаються швидше. Взаємодія двох окремих солітонів подібна до зіткнення частинок. Солітон-1 з більшою енергією наздоганяє повільніший солітон-2, але не переганяє його; між ними відбувається складна нелінійна взаємодія, в результаті якої швидший солітон-1 «передає» свою енергію повільнішому солітону-2. Відтак солітон-2 починає рухатися швидше, а солітон-1 уповільнюється до початкової швидкості солітона-2. Хвилі-солітони таким чином відтворюють картину взаємодії двох частинок чи куль, одна з яких наздоганяє і пружно передає при зіткненні свою енергію повільнішій. Вперше цей факт формально довів Пітер Лакс у 1968.

## Значення солітонних розв'язків
Виникає питання, чому частковий розв'язок нелінійного рівняння має якесь значення. Коли ми маємо справу з лінійним рівнянням, скажімо, вигляду
{\displaystyle {\dot {x}}=A(t)x}, де {\displaystyle A(t)\in \mathbb {R} ^{n\times n}}, то за допомогою {\displaystyle n} лінійно незалежних часткових розв'язків ми можемо виразити усі розв'язки системи. Для лінійних рівнянь у часткових похідних аналогом фундаментальної системи рішень можуть служити власні функції — розв'язки задачі Штурма — Ліувілля. Таким чином, у лінійних рівняннях значення часткових рішень зрозуміло. Але яке значення може мати частковий розв'язок нелінійного рівняння? До роботи Краскала та Забуського відповіді на це питання не було. Вони помітили наступне: якщо {\displaystyle u(x,t)} — нетривіальне рішення КдФ, яке  достатньо швидко прямує до нуля при {\displaystyle x\rightarrow \pm \infty }, то існують
числа {\displaystyle c_{1}>0,...,c_{N}>0} — власні швидкості {\displaystyle u(x,t)}, та набір фазових зсувів {\displaystyle \theta _{1}^{\pm },...,\theta _{N}^{\pm }} таких, що:
{\displaystyle \lim \limits _{t\to \pm \infty }u(x+ct,t)={\begin{cases}s(x-\theta _{j}^{\pm },c_{j}),c=c_{j}\\0,c\not =c_{j},\end{cases}}}
де {\displaystyle s(x,c)={\frac {3c}{\alpha ch^{2}({\frac {1}{2}}x{\sqrt {c}})}}} — так звана усамітнена хвиля (рос. уединенная волна, англ. solitary wave). Можна перевірити, що для знайденого раніше розв'язку ця теорема виконується, хоча не очевидно, що власні швидкості у солітонів при {\displaystyle t\rightarrow -\infty } такі ж, як і при {\displaystyle t\rightarrow +\infty }. Це твердження вірно для початкової задачі рівняння КдФ із розв'язками, що досить швидко прямують до нуля на нескінченості. Поведінка при {\displaystyle t\rightarrow \pm \infty } обчислюється за початковими даними, тобто за значенням хвильової функції {\displaystyle u(x,t=0)} та за умовами на нескінченності (у наведеному випадку — досить швидке наближення до нуля).
Будь-який нетривіальний розв'язок КдФ при великих термінах поводить себе як декілька солітонних хвиль, які мають вигляд часткового розв'язку, поданого на початку цього розділу. Це дає змогу зрозуміти важливість знайденого часткового рішення і доводить його унікальне значення, хоча й лише у рівнянні КдФ. Але виняткова роль солітону виходить далеко за рамки рівняння КдФ. Солітонні розв'язки мають Нелінійне рівняння Шредінгера, рівняння синус-Ґордона, рівняння Кадомцева—Петвіашвілі, модифіковане рівняння Кортевега—де Фріза (мКдФ) та ін. 
До праці Краскала та Забуського рівняння КдФ було маловідомим та не викликало інтересу. КдФ — нелінійне рівняння, властивості якого не були відомі, не кажучи вже про те, щоб знайти його аналітичні розв'язки. Краскал та Забуський вирішували задачу чисельно й помітили зазначену несподівану поведінку розв'зків: вони розкладаються на сукупність «солітонів» — добре розділених одиночних хвиль. Крім того, здається, що солітони майже не змінюють форму, проходячи один крізь одного (хоча це може призвести до зміни їхнього положення). Своєю роботую автори розбудили неабиякий інтерес до рівняння КдФ, що привело до створення нового методу в математичній фізиці — методу зворотної задачі розсіяння (МОЗР), за допомогою якого Гарднер, Грін, Крускал та Міура розв'язали задачу Коші для рівняння КдФ із достатньо швидко прямуючим до нуля розв'язками при {\displaystyle x\rightarrow \pm \infty } (тобто, {\displaystyle u(x,t)\rightarrow 0} при {\displaystyle x\rightarrow \pm \infty } достатньо швидко, можливо також зі своїми похідними по {\displaystyle x}). 

## Пара Лакса
Парою Лакса для рівняння КдФ {\displaystyle u_{t}+\alpha uu_{x}+u_{xxx}} називаються оператори вигляду
{\displaystyle L=-\left({\frac {\partial ^{2}}{\partial x^{2}}}+{\frac {\alpha }{6}}u\right)}
{\displaystyle A_{f}=-\left(4{\frac {\partial ^{3}}{\partial x^{3}}}+\alpha u{\frac {\partial }{\partial x}}+{\frac {\alpha }{2}}u_{x}+f(k,t)\right)},
де {\displaystyle f(k,t)} — будь-яка функція. Для цих операторів у методі зворотнього перетворення розсіяння (рос. метод обратного преобразования рассения (МОЗР), англ. Inverse Scattering Transform Method (IST)) ставляться рівняння:
{\displaystyle L\psi =\lambda \psi } та {\displaystyle \psi _{t}=A_{f}\psi }.
Прямим численням можна довести, що {\displaystyle L_{t}-[A_{f},L]=0}, де {\displaystyle [A_{f},L]} означає комутатор, тобто
{\displaystyle [A_{f},L]=A_{f}L-LA_{f}}, а {\displaystyle L_{t}=-u_{t}} є рівнянням КдФ незалежно від вигляду функції {\displaystyle f(k,t)}.

## Лагранжіан
Рівняння КдФ є рівнянням руху Лагранжа-Ейлера для функції Лагранжа із такою густиною {\displaystyle {\mathcal {L}}\,}:
{\displaystyle {\mathcal {L}}={\frac {1}{2}}\partial _{x}\psi \,\partial _{t}\psi +\left(\partial _{x}\psi \right)^{3}-{\frac {1}{2}}\left(\partial _{x}^{2}\psi \right)^{2}\quad \quad \quad \quad (1)\,}
де {\displaystyle u} позначено як
{\displaystyle u={\frac {\partial \psi }{\partial x}}=\partial _{x}\psi .\,}

## Виноски
1. ↑  А. Ньюэлл. Солитоны в математике и физике. Москва Мир 1989.
2. ↑  М.Абловиц и Х.Сигур. "Солитоны и метод обратной задачи. " Москва Мир 1987.
3. 1 2  P. D. Lax. «Integrals of Nonlinear Equations of Evolution and Solitary Waves» Comm. on Pure and Applied Math. 21,467 (1968).
4. ↑  Л. А. Тахтаджян, Л. Д. Фаддеев."Гамильтонов подход в теории солитонов", Москва «НАУКА» 1986.
5. ↑  
C. S. Gardner, J. Green, M. Kruskal, and R. Miura."Method of solving the Korteweg-de Vries equation" Phys. Rev. Lett. 19, 1095 (1967).
6. 1 2  N.J.Zabusky and M.D.Kruskal (1965). Interaction of "Solitons" in a Collisionless Plasma and the Recurrence of Initial States. Phys.Rev.Lett. (15): 240—243. doi:10.1103/PhysRevLett.15.240.